# Уайтхёрст, Джон
Джон Уайтхёрст (англ. John Whitehurst; 10 апреля 1713, Конглтон — 18 февраля 1788, Лондон) — английский часовщик и учёный, внёсший значительный научный вклад в геологию. Был влиятельным членом «Лунного общества» Бирмингема.

## Биография
Вайтгэрст родился в Конглентане в семье Джона Уайтхёрста-старшего. Получив незначительное образование, он стал учиться часовому делу у своего отца, который также поощрял стремление мальчика к науке. В возрасте двадцати одного года Уайтхёрст посетил Дублин, чтобы осмотреть часы с удивительным механизмом, о котором он неоднократно слышал. В 1772 он изобрел «пульсирующий двигатель», водоподъёмное устройство, которое стало предшественником гидротаранного насоса.
Около 1736 года Уайтхёрст открыл собственный бизнес в Дерби, где вскоре приобрёл большую известность, производя сложные детали для механизмов. Помимо прочих работ, Уайтхёрст-младший сделал часы для здания муниципалитета, и в благодарность за это 6 сентября 1737 года был удостоен почетной должности члена парламента от этого города. Также он производил термометры, барометры и другие устройства, одновременно экспериментируя с гидротехническим механизмами. В случае необходимости совета в сфере механики, пневматики или гидравлики, с ним консультировались почти все предприятия Дербишира и окрестных графств.
В 1774 году Уайтхёрст получил пост в Лондонском королевском монетном дворе. В 1775 года без какого-либо собственного ходатайства был назначен на высшую должность по рекомендации герцога Ньюкастла. Вскоре Уайтхёрст переехал в Лондон, где остаток своей жизни занимался наукой. Его дом в Колт Кёрт на Флит-стрит (в прошлом принадлежал Джеймсу Фергюсону) посещали многие другие выдающиеся ученые.
В 1778 году Уайтхёрст опубликовал свою теорию о геологических слоях в работе «An Inquiry into the Original State and Formation of the Earth». Первоначальным замыслом книги, которая сформировалась ещё во время проживания в Дерби, являлось облегчение добычи полезных минералов под поверхностью Земли. Из-за постоянной исследовательской работы здоровье ученого начинает ухудшаться.
13 мая 1779 года Уайтхёрст был избран членом Лондонского королевского общества, а в 1783 году был назначен исследователем вулканических остатков на севере Ирландии. В 1784 году он спроектировал систему вентиляции для больницы Св. Томаса. В 1787 году в Лондоне опубликовал книгу «An Attempt towards obtaining invariable Measures of Length, Capacity, and Weight, from the Mensuration of Time».
9 января 1745 года Вайгэрст женился на Элизабет Греттон (Elizabeth Gretton), дочери Джорджа Греттона. После смерти Уайтхёрста в 1788 году в его доме на Флит-стрит, он был похоронен рядом со своей женой на кладбище святого Андрея.
Некоторые биографы утверждали, что Уайтхёрст был прототипом образа преподавателя на картине Джозефа Райта «Философ, объясняющий модель Солнечной системы», сейчас хранящейся в Музее и художественной галерее Дерби.

## Избранные работы
- Whitehurst, John. An Inquiry into the Original State and Formation of the Earth (англ.). — London: J. Cooper, 1778. — ISBN 0405104650. Архивировано 24 июля 2011 года.
- Whitehurst, John. An Attempt Towards Obtaining Invariable Measures of Length, Capacity, and Weight, From the Mensuration of Time, Independent of the Mechanical Operations Requisite to Ascertain the Center of Oscillation, or the True Length of Pendulums (англ.). — London: W. Bent, 1787.